# Kevin Janssens (acteur)
Kevin Janssens (Antwerpen, 21 augustus 1979) is een Belgisch acteur.
Janssens is opgegroeid in Stabroek en volgde een acteursopleiding aan het Herman Teirlinck Instituut. Tijdens zijn laatste jaar werd hij door regisseur Guido Henderickx gevraagd voor de hoofdrol in de VTM-miniserie Koning van de Wereld.
Na Koning van de Wereld speelde hij hoofdrollen in de Vlaamse speelfilms Windkracht 10: Koksijde Rescue en Vermist.
Naast film en televisie is Janssens actief in het theater. Sinds 2002 speelde hij in verschillende producties van Het Toneelhuis.
In 2002 was hij kort samen met Eva Pauwels. Van 2008 tot eind 2009 had hij een relatie met Natalia Druyts. Na een kortstondige relatie met An Lemmens in 2011, had Janssens in 2014 een relatie met Josje Huisman, maar deze relatie eindigde begin 2015. In 2019 had hij enkele maanden een relatie met Ella-June Henrard. In april 2010 nam Janssens deel aan het VTM-programma Sterren op de Dansvloer samen met zijn danspartner Martine Jottay. Hij eindigde op de tweede plaats (winnaar was Louis Talpe).
In 2010 werd hij ook vj op de jongerenzender JIM en sinds 6 juli 2011 presenteert hij het filmprogramma MovieSnackx.
In 2014 nam hij deel aan het dansprogramma Dansdate met zijn voormalige partner Josje Huisman. Op 6 november 2020 werd bekend dat hij "Wolf" was in het eerste seizoen van The Masked Singer op de Belgische commerciële zender VTM. Hij behaalde hierin de 3de plaats.

## Filmografie

### Televisie

#### Rollen
- Dennis (2002) – als stagiair
- Oekanda (2005) – verschillende rollen
- Koning van de Wereld (2006) – als Stan Van de Walle
- De Smaak van de Keyzer (2008-2009) – als Mario
- Vermist (2008-2014) – als Nick Buelens
- Flikken (2009) – als Mark Devreese
- Super8 (2009) – als zichzelf
- De Troon (2010) – als Leopold I
- Dag & Nacht: Hotel Eburon (2010) – als Mathias Bruylants
- MONSTER! (2011) – als blinde priester
- Het Goddelijke Monster (2011) – als Steven Deschryver
- Quiz Me Quick (2012) – als Mario
- Salamander (2013) – als Vincent Noël
- Patrouille Linkeroever (2016) – als Bruce Taveniers
- Over water (2018) – als Patrick De Beco
- Undercover (2019) – als Jurgen van Kamp
- Niets Te Melden (2020) – als Glenn
- Fair Trade (2021) – als commissaris Walter Wilson
- F*** You Very, Very Much (2021) – als patser
- Twee Zomers (2022) – als Luk Van Gael
- Renaissances (2022) – als Simon
- Rough Diamonds (2023) – als Noah Wolfson
- Ferry (2023) - als Jurgen van Kamp
- Jackson & Malone (2024) - als Malone
- Safe Harbor (2025) - als David

#### Overig
- Fata Morgana (2006)
- Alles Moet Weg (2008)
- Celebrity Shock (2008)
- De Oplichters (2010) – als gastoplichter
- Sterren op de dansvloer (2010) – als deelnemer
- Dansdate (2014) – als deelnemer (samen met Josje Huisman)
- The Masked Singer (2020) – als wolf
- The Masked Singer (2022-heden) – als speurder
- Bestemming X (seizoen 1 - 2023) – als presentator
- Kamp Jeroom (2024) – samen met Stefaan Degand
- Bestemming X (kerstmisspecial - 2024) – als presentator
- Bestemming X (seizoen 2 - 2025) – als handlanger van Aster Nzeyimana in aflevering 1
- Kung Fu Helden (2025) - als deelnemer

### Film
- De blauwe roos (2002) – als stem van Hans
- Windkracht 10: Koksijde Rescue (2006) – als Rick Symons
- Vermist (2007) – als Nick Bulens
- WALL•E (2009) – als WALL•E (stem)
- Bolt (2009) – als Bolt (stem)
- Sammy's avonturen: De geheime doorgang (2010) – als Sammy (stem)
- Smoorverliefd (2010) – als Matthias
- Zot van A. (2010) – als Paul Boulat
- Het Varken van Madonna (2011) – als Tony
- De Smurfen (2011) – als Patrick Winslow
- Weekend aan Zee (2012) – als Kevin
- Ice Age: Continental Drift (2012) – als Sid (stem)
- De Smurfen 2 (2013) – als Patrick Winslow
- Pinguins van Madagascar (2014) – als Kowalski (stem)
- D'Ardennen (2015) – als Kenneth
- Home (2016) – als man op trouwfeest
- Tueurs (2017) – als Vik
- Revenge (2017) – als Richard
- Les confins du monde (2018) – als commandant Orlan
- Lukas (2018) – als Geert
- Catacombe (2018) – als Kevin Van Looy
- The Room (2019) – als Matt
- De Patrick (2019) – als Patrick
- L'etat sauvage (2019) – als Victor
- Samuel's Travels (2021) – als Samuel
- Close (2022) – als Peter
- The Chapel (2023) – als Tony
- Black Lotus (2023) – als Fischer
- Hokwerda's kind (2024) - als Henri

### Theater
- 2007 – Onegin
- 2010 – De misantroop (Acaste)
- 2013-2014 – Desperado – Het Toneelhuis Antwerpen
- 2013-2014 – MCBTH – Het Toneelhuis Antwerpen
- 2014 – Hamlet vs Hamlet – Het Toneelhuis Antwerpen
- 2015 – Caligula – Het Toneelhuis Antwerpen
- 2016 – De Welwillenden – Het Toneelhuis Antwerpen